# Alfonso de la Torre

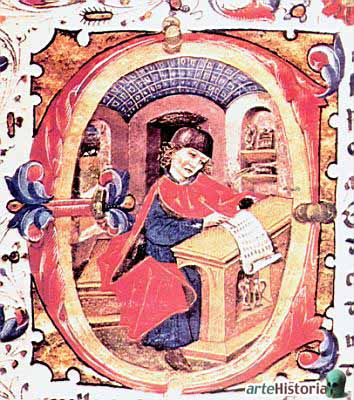
Enluminure de Visión delectable de todas las cosas, d'Alfonso de la Torre.

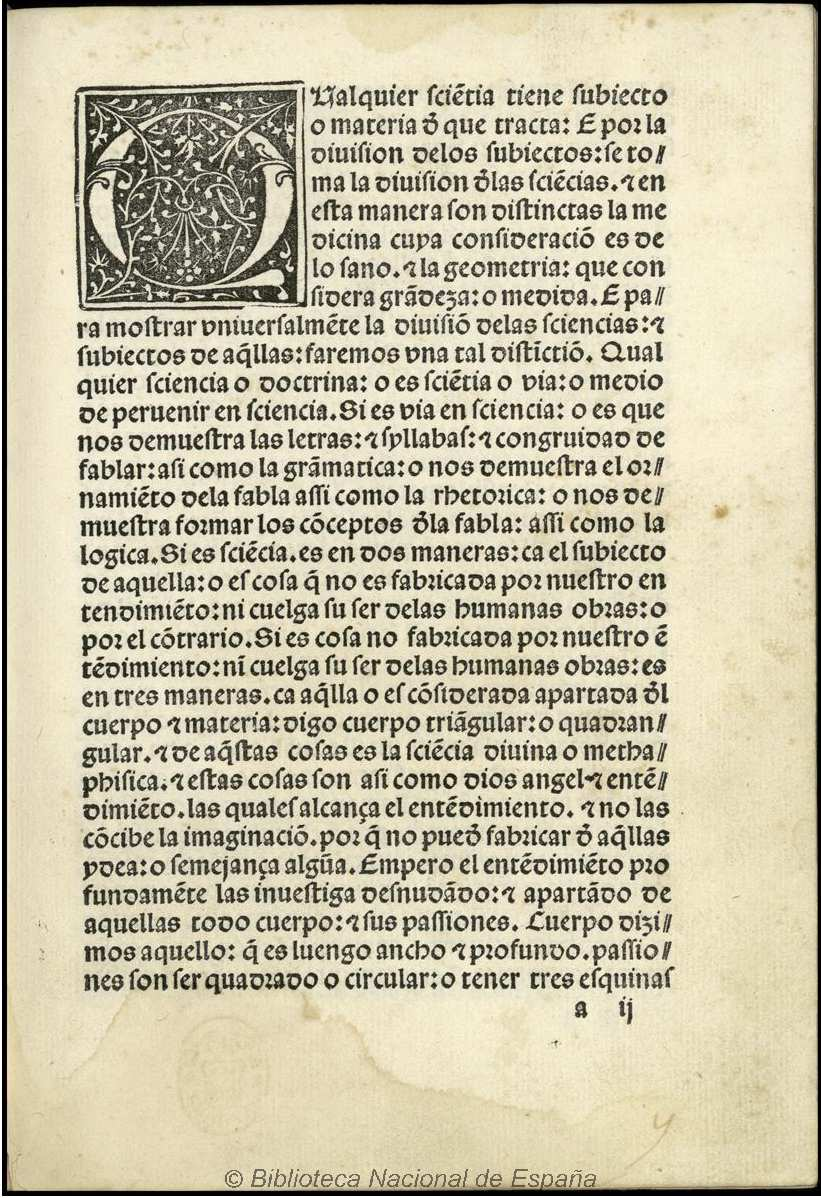
Éthique à Nicomaque, d'Aristote, traduite par Alfonso de la Torre (1493)

Alfonso de la Torre, né à Burgos en 1410 et mort en 1460? est un écrivain et poète espagnol. Il est surtout connu pour son ouvrage encyclopédique Visión deleitable de la filosofía y artes liberales.

## Biographie
Selon Marcel Bataillon, Alfonso de la Torre serait un juif converti. Il obtient son diplôme de bachelier en Arts et théologie à l'université de Salamanque en 1437.
Entré en conflit sur une question politique avec Álvaro de Luna, il doit s'exiler en Aragon après la victoire de ce dernier. Là, il compose des couplets et chansons d'amour qui seront reprises dans des recueils de Cancioneros publiés à Valence (1511), Séville (1540) et Anvers (1573).
Son ouvrage le plus important est Visión deleitable de la filosofía y artes liberales, probablement rédigé en 1454 en réponse à deux questions que lui avait posées Juan de Beaumont, précepteur du prince Charles de Viane.

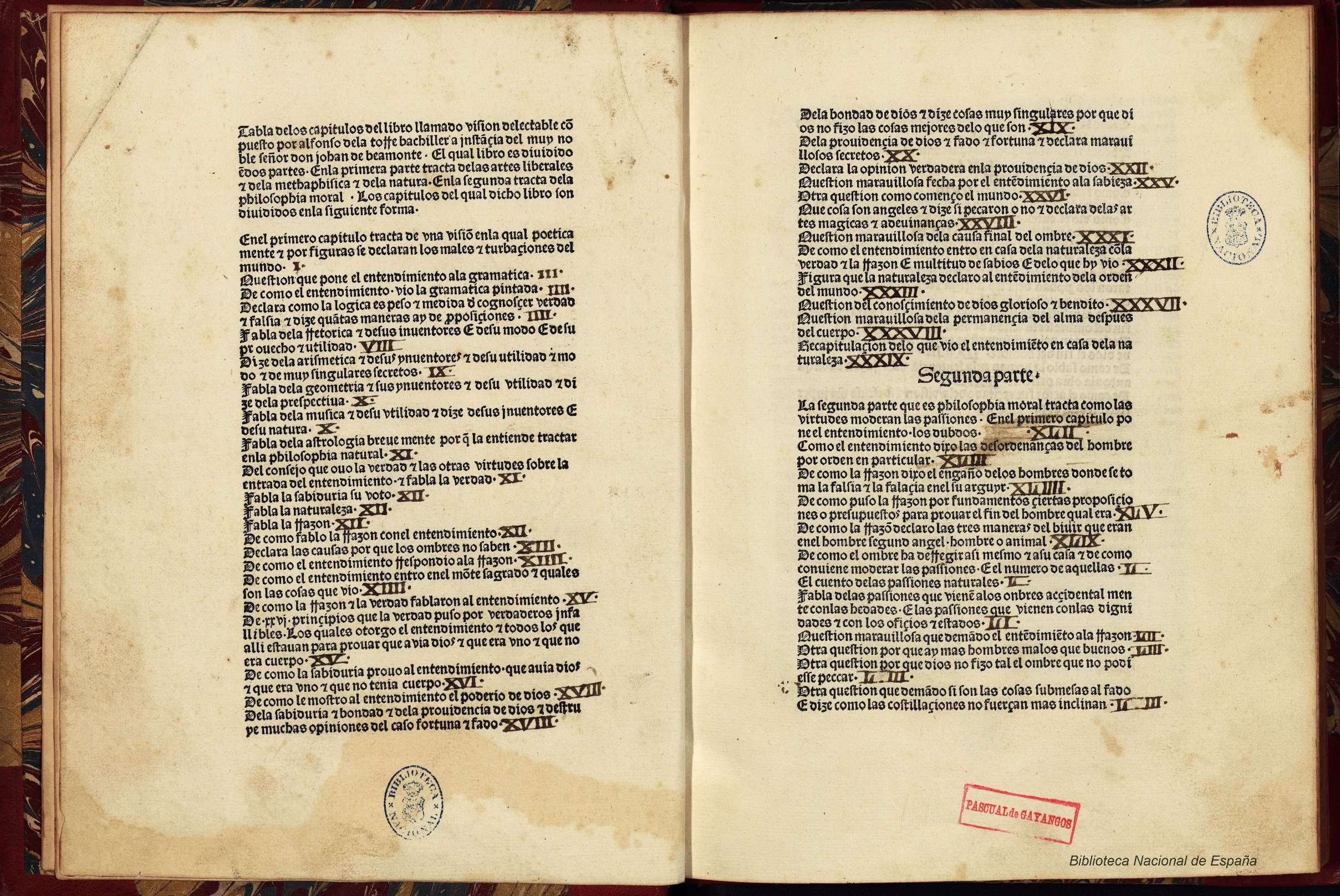
Visión delectable. Table des matières.

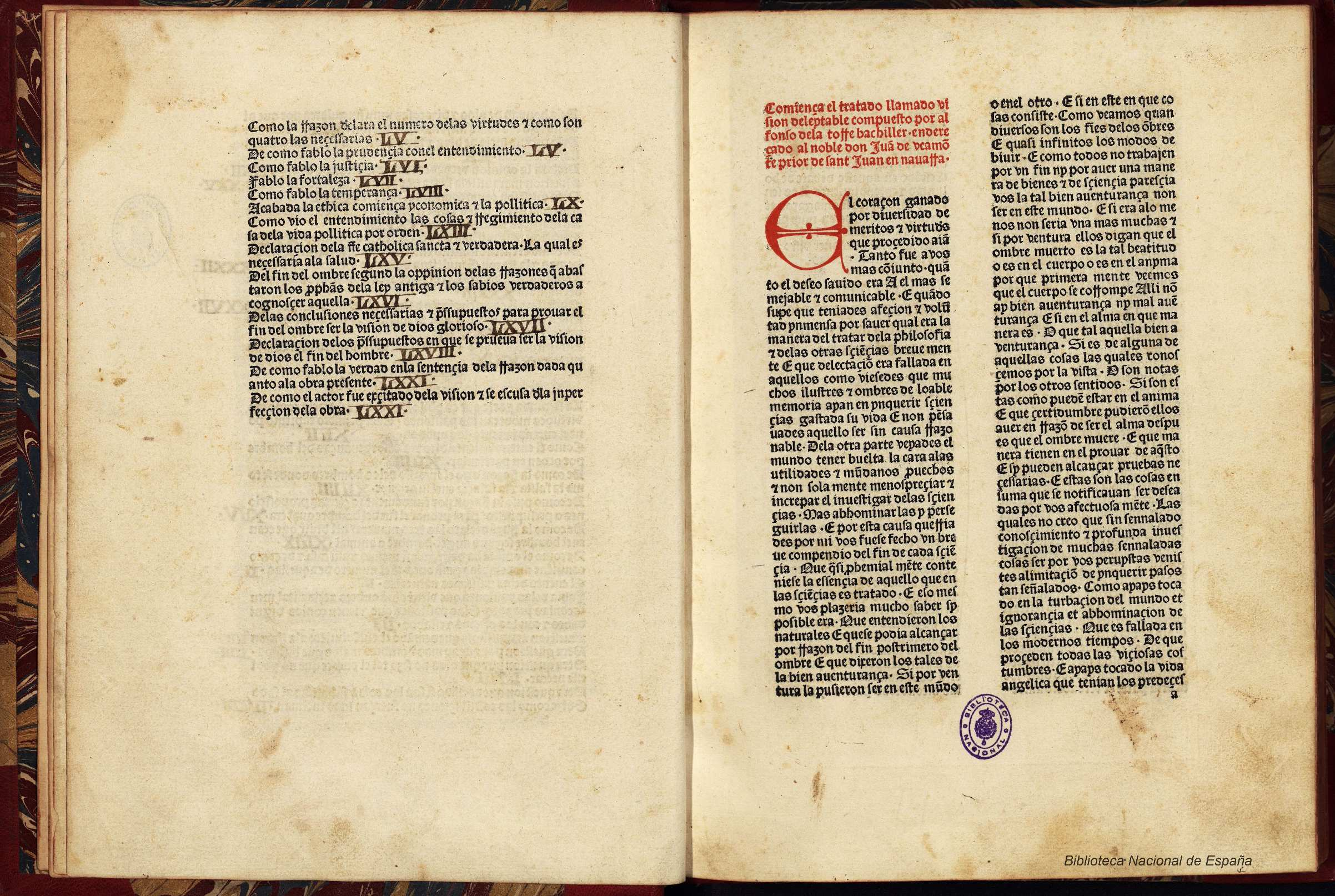
Tratado llamado visión deleitable, d'Alfonso de la Torre, édité en 1485.

## Visión delectable
Cette encyclopédie a pour sources principales le Guide des égarés de Moïse Maïmonide, les Étymologies d'Isidore de Séville, un traité de logique de Al-Ghazâlî et divers ouvrages dus notamment à Ibn Bajja, Alain de Lille, Martianus Capella et Boèce.
La première partie de l'ouvrage traite des arts libéraux, de la métaphysique et des sciences naturelles tandis que la seconde est consacrée à la philosophie morale. Comme son modèle Martianus Capella, il a recours à l'allégorie en personnifiant des concepts abstraits qu'il fait dialoguer entre eux de façon agréable. Cet artifice narratif est présenté comme un songe ou une vision : le voyage initiatique de l'Entendement, au cours duquel il rencontre les sept arts libéraux et qui culmine sur une montagne sacrée où, guidé par la Vérité, il fait la connaissance de la Sagesse, la Nature et la Raison. Ces personnalités répondent à toutes les questions que leur pose Entendement: les preuves de l'existence de Dieu, l'ordre du monde, l'éthique, la politique et les fins de l'homme sur terre. Entendement ne reste pas passif: il opine, déduit et parfois manifeste son désaccord. L'ouvrage insère des fables, des comparaisons et des rappels afin d'ajouter au caractère didactique des dialogues. En somme, il s'agit à la fois d'une vision, d'une allégorie et d'un voyage initiatique.
Domenico Delfini a traduit cet ouvrage en italien sous le titre Sommario de tutte le scientie (Venise: Gabriel Giolito de Ferrari, 1556). Par la suite, il a été retraduit en espagnol par Francisco de Cáceres qui croyait que la version originale était en italien (Visión deleitable y sumario de todas las sciencias, Fráncfort, 1626; réédité à Ámsterdam, 1663).
La version originale d'Adolfo de Torre a été publiée en 1871. Hipólito Escolar a publié un fac-similé de la version de l'ouvrage  imprimée à Toulouse en 1489. La première édition critique a été publiée en 1991 à Salamanque par Jorge García López et Casper Joseph Morsello.
Il existe plusieurs versions de la Visión deleitable de la filosofía y artes liberales : 21 manuscrits en espagnol, trois en catalan ainsi qu'une édition imprimée en 1484 traduite par Francesc Prats. L'ouvrage original espagnol a été imprimé pour la première fois à Burgos en 1485. Par la suite, deux éditions à Toulouse, ville qui appartenait alors au royaume d'Aragon (Juan Parix y Esteban Clebat, 1489 y Enrique Mayer, 1494); deux éditions à Séville (Jacobo Cromberger et Juan Cromberger, 1526 et Juan Cromberger, 1538); et une à Ferrare (1554).